# Xanthorhoe gelidata
Xanthorhoe gelidata là một loài bướm đêm trong họ Geometridae.